# Église Saint-Étienne des Landes de Villefranche-du-Périgord
Pour les articles homonymes, voir Église Saint-Étienne.
L'église Saint-Étienne est une église catholique située à Villefranche-du-Périgord, en France.

## Localisation
L'église est située dans le département français de la Dordogne, au lieu-dit Saint-Étienne-des-Landes, sur la commune de Villefranche-du-Périgord.

## Historique
La construction de l'église date du XIe siècle ou de la première moitié du XIIe siècle.
L'église romane possède des fragments peintures murales réalisées entre la fin du XVe siècle et le milieu du XVIe siècle.
Entre la fin du XVIIe siècle et la fin du XVIIIe siècle le portail roman a été modifié, le clocher-mur a été reconstruit et on lui a donné son profil galbé.

## Protection
L'édifice est inscrit au titre des monuments historiques le 15 octobre 2002.

## Description
La nef rectangulaire a une largeur de 4,05 m et n'est pas voûtée. L'église se prolonge vers l'ouest par l'ancien presbytère. L'arc triomphal repose sur deux cordons d'imposte biseautés. Le chœur est légèrement en retrait par rapport à la nef avec une largeur de 3,25 m et se termine par une abside semi-circulaire couverte par un cul-de-four.

## Mobilier
L'église possède un ensemble de mobilier du XVIIe et XVIIIe siècles.